# Exosferă

Straturile atmosferei

Exosfera este stratul exterior al atmosferei terestre, aflat la înălțimi mai mari de 750 km, unde aerul este extrem de rarefiat. Prin acest strat se face treptat trecerea spre vidul interplanetar, în care mai există doar atomi de heliu și hidrogen.
Exosfera este un termen care desemnează stratul atmosferic aflat la o altitudine de peste 500 km deasupra Pământului în care gazele ce compun aerul sunt disociate și rarefiate.